# Chloe Leurquin
Chloe Leurquin (Rio de Janeiro, 9 de agosto de 1990) é uma jogadora profissional de golfe belga, nascida no Brasil.
Tornou-se profissional em 2013. Representou a Bélgica nos Jogos Olímpicos de Verão de 2016, na competição feminina de golfe, realizados no Rio de Janeiro.